# Lưu Dương (nhà du hành vũ trụ)
Thiếu tá Lưu Dương (giản thể: 刘洋; phồn thể: 劉洋; bính âm: Liú Yáng; sinh tháng 10 năm 1978), quê ở Lâm Châu, Hà Nam là một phi công và nhà du hành vũ trụ Trung Quốc, cô là thành viên phi hành đoàn tàu vũ trụ Thần Châu 9. Ngày 16 tháng 6 năm 2012, Lưu Dương trở thành phụ nữ Trung Quốc đầu tiên bay vào vũ trụ.

## Sự nghiệp
Lưu Dương nhập ngũ Không quân Quân Giải phóng Nhân dân Trung Quốc năm 1997 và đủ tiêu chuẩn thành phi công trước khi được phong phó đơn vị và thiếu tá không quân. Lưu Dương đã có 11 năm kinh nghiệm với 1.680 giờ bay an toàn. Năm 2010, cô đã được tuyển chọn để đào tạo làm phi hành gia. Sau hai năm huấn luyện nhằm tăng cường các kỹ năng du hành vũ trụ và khả năng thích ứng với môi trường không gian, Lưu Dương đã được chọn cùng với một người phụ nữ khác, Vương Á Bình, làm ứng cử viên cho đội bay không gian. Cô đã tham gia sứ mệnh Thần Châu 9 nhờ kinh nghiệm và sự vượt trội của mình.
Nhiệm vụ của cô chủ yếu là để thực hiện các thí nghiệm về Y học không gian. Tàu đã được phóng ngày 16 tháng 6 năm 2012, 49 năm ngày sau khi nữ phi hành gia vũ trụ đầu tiên, Valentina Tereshkova, bay vào vũ trụ.

## Cá nhân
Lưu Dương là một đảng viên Đảng Cộng sản Trung Quốc. Cô không có anh chị em và đã lập gia đình và chưa có con. Báo Tân Hoa xã đưa tin một cựu quan chức đã tuyên bố rằng hôn nhân là một yêu cầu cho tất cả nữ phi hành gia Trung Quốc do "phụ nữ đã lập gia đình sẽ được thể chất và tâm lý trưởng thành." Tuy nhiên, yêu cầu này đã được chính thức bị phủ nhận bởi các giám đốc của Trung tâm phi hành gia Trung Quốc, nói rằng đây là một sự ưu tiên nhưng không phải là một giới hạn nghiêm ngặt.